# Dysdera limitanea
Dysdera limitanea là một loài nhện trong họ Dysderidae.
Loài này thuộc chi Dysdera. Dysdera limitanea được miêu tả năm 1985 bởi Dunin.